# Јахрома (Московска област)
Јахрома (рус. Яхрома) град је у Русији у Московској области. Према попису становништва из 2010. у граду је живело 13214 становника.

## Становништво
| 1939.  | 1959.  | 1970.  | 1979.  | 1989.  | 2002.  | 2010.  |
| ------ | ------ | ------ | ------ | ------ | ------ | ------ |
| 14.896 | 16.263 | 17.210 | 16.714 | 17.499 | 13.361 | 13.214 |